# Aero Fighters
Aero Fighters (nommé Sonic Wings au Japon) est un jeu de type « shoot them up » à défilement verticale sorti sur borne d'arcade en 1992. En 1993, il a été porté sur Super Famicom, puis en 1994 sur Super Nintendo.

## Personnages
Pilotes américain :
- Blaster Keaton (F/A-18 Hornet)
- Keith Bishop (F-14 Tomcat)

Pilotes japonais :
- Hien (FSX)
- Mao Mao (F-15 Eagle)

Pilotes suédois :
- Kohful The Viking (AJ-37)
- Tee-Bee 10 (JAS 39 Gripen)

Pilotes anglais :
- Lord River N. White (Tornado IDS)
- Villiam Syd Pride (AV-8 Harrier II)